# Міясака Сейдай
| 7097 Яцука                 | 8 жовтня 1993 року    | [1] |
| 7837 Муцумі                | 11 жовтня 1993 року   | [1] |
| (8099) 1993 TE             | 8 жовтня 1993 року    | [1] |
| 58622 Сетоґучі             | 2 листопада 1997 року | [1] |
| 1 в співпраці з Хіросі Абе |                       |     |

Сейдай Міясака (яп. 宮坂 正大, Міясака Сейдай, народився 1955 року) — японський астроном. Центр малих планет записав його відкриття чотирьох астероїдів, які він виявив зі своїм колегою-астрономом Хіросі Абе протягом 1993—1997 років.
Астероїд головного поясу 3555 Міясака був названий на його честь відомим астрономом Такао Кобаясі, з яким Міясака співпрацює протягом багатьох років і по сьогоднішній день, підкреслюючи так той факт, що він є одним з небагатьох японських спостерігачів, які присвячують себе астрономічним спостереженням.